# Kreuzweg (Bad Kissingen)
Der Kreuzweg Bad Kissingen befindet sich auf dem Stationsberg in der bayerischen Kurstadt Bad Kissingen im unterfränkischen Landkreis Bad Kissingen. Der Kreuzweg gehört zu den Bad Kissinger Baudenkmälern und ist unter der Nummer D-6-72-114-124 in der Bayerischen Denkmalliste registriert.

## Geschichte

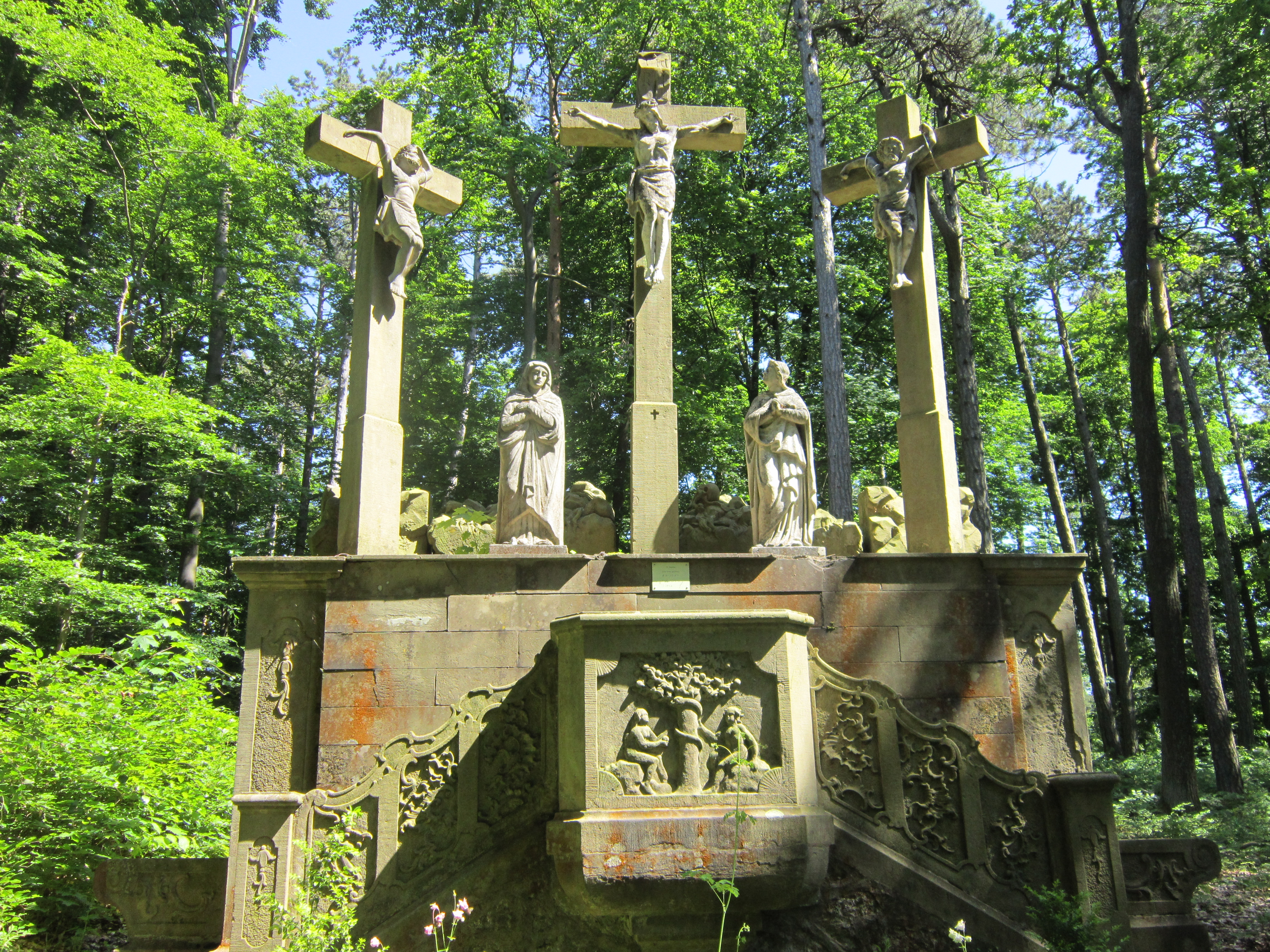
Kreuzigungsgruppe des heutigen Stationsberg-Kreuzweges.

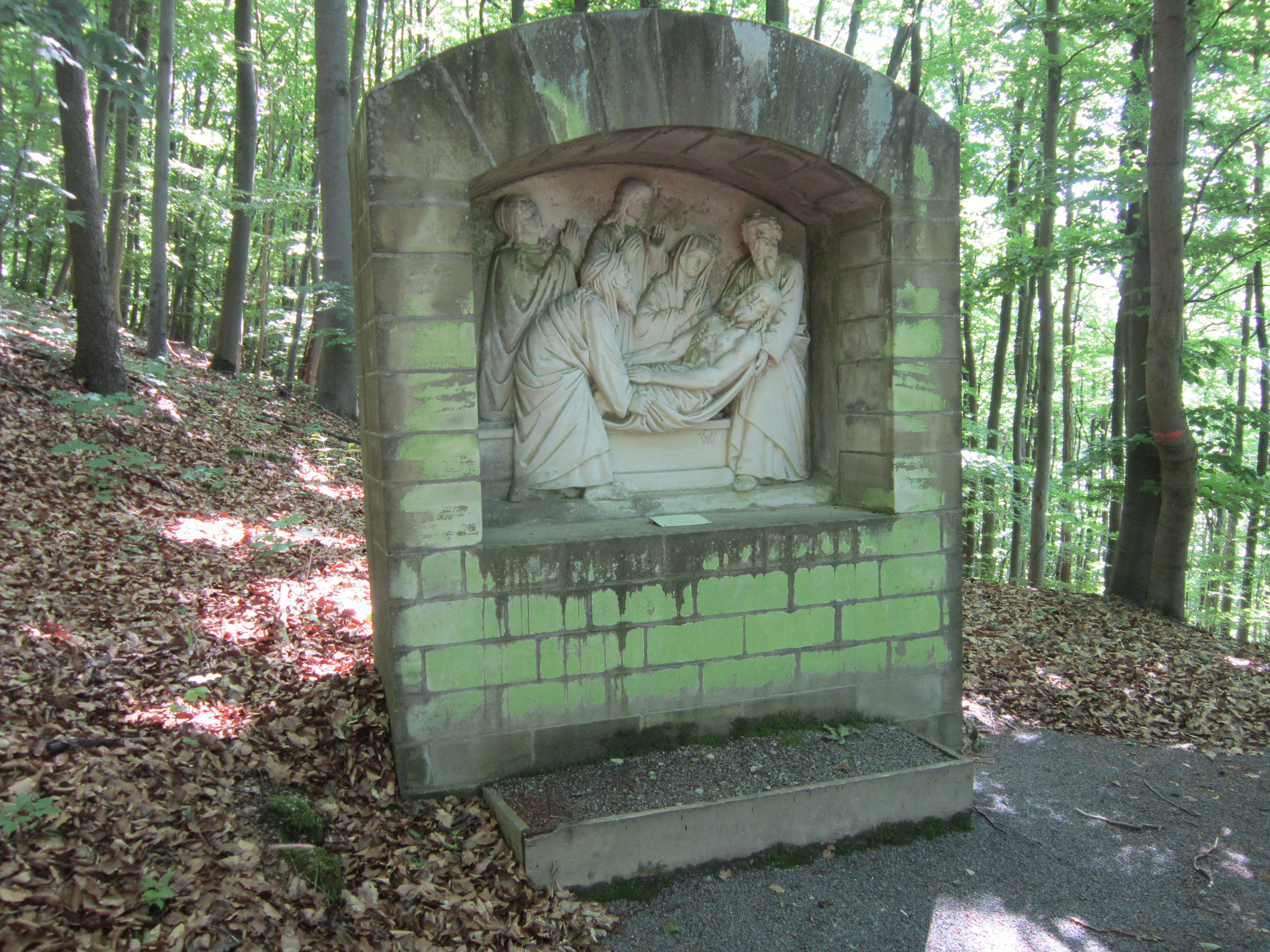
14. Station des heutigen Stationsberg-Kreuzwegs mit Weidners angeblichem Selbstporträt.

Der ursprüngliche, von Andreas Eisfelder gestiftete Kreuzweg wurde im Jahr 1758 durch „Das Hohe Ordinariat“ genehmigt; die Stationen begannen ursprünglich am „Ölberg“, der sich – damals noch außerhalb der Stadt – am heutigen Bad Kissinger Kurtheater befand. Am 14. September, des Festes der Kreuzerhöhung, des Jahres 1758 wurde der Kreuzweg von den Hammelburger Franziskanern im Rahmen einer Prozession eingeweiht. Laut den Jahreszahlen, die auf den Inschriften auf der Rückseite der Stationen vermerkt sind, sind diese in den Jahren 1753 und 1756 entstanden. Eine Inschrift am mittleren Kreuz der Kreuzigungsgruppe nennt als Stifter Johann Georg Lohr, seine Frau Margareta und deren Söhne Johannes und Valtin Lohr sowie das Jahr 1751.
In der Anfangszeit fanden zwei Prozessionen am Kreuzweg statt, von denen eine ein Kreuzwegpartikel mit sich trug. Die Prozession wurde mit Passionsbildern gestaltet sowie auch lebendigen Darstellungen, bei denen Kissinger Bürger die Rollen der an der Passion Beteiligten übernahmen. Im Jahr 1757 forderte die Bayerische Regierung vom Kissinger Stadtpfarrer Molitor, auf derart durchgeführte Kreuzwegsprozessionen zu verzichten, »als selbige nur zum Vorwitz und Gelächter, keineswegs aber zur Erweckung einer herzlichen Andacht und zur wahren Erbauung dienen wollten«. Trotz des Einwands von Pfarrer Molitor an Würzburger Fürstbischof Adam Friedrich von Seinsheim, dass die Prozession »zur Auferbauung des häufig zulaufenden Volkes diente und nicht etwa zum Gelächter Fürwitziger gereichen sollte«, blieb die Regierung bei ihrer Forderung.
Die zusätzliche Prozession war am 3. März 1795 von Georg Renninger gestiftet worden, so dass zwei Gruppen von Gläubigen den Karfreitag am Stationsberg begehen konnten. Als Termin für die zweite Prozession sah Georg Renninger »entweder Fest Mariä Schmerzen oder Montag oder Dienstag in der Karwoche« vor, »weil während der Fastenzeit sich eine größere Andacht einstellt und der Kreuzweg öfter besucht wird«.
Wie der Verschönerungsverein im Jahr 1883 an die Kirchenverwaltung schrieb, wäre »in Erwägung zu ziehen, ob der an der Kreuzung zweier Straßen aufgestellte Ölberg nicht irgendwo auf dem freien Platz an der neuen Kirche errichtet werden könnte« Der Bad Kissinger Dekan Andreas Dietz lehnte jedoch ab, da der Kreuzweg mit dem „Ölberg“ beginne und der „Ölberg“ wegen seines schlechten baulichen Zustandes nicht versetzt werden könne. Die Stationen wurden daraufhin hinter die neu erbaute Herz-Jesu-Stadtpfarrkirche verbracht.
Im Laufe des 19. Jahrhunderts verfielen die Kreuzwegstationen. Dies lag darin begründet, dass die Prozessionen  auf immer weniger Interesse bei den Bürgern stießen, die zudem ihr Holz vor den Stationen abluden, so »daß man beim Besuch kaum zu denselben kommen kann«. Daraufhin wurden die Stationen im Jahr 1892 an den heutigen Bad Kissinger Stadtteil Poppenroth verkauft und bilden nun den Kreuzweg in Poppenroth neben dem Friedhof des Ortes. Der Bildhauer Valentin Weidner wurde beauftragt, einen neuen Kreuzweg für Bad Kissingen »künstlerisch auszuführen«. Einer Theorie zufolge soll Valentin Weidner sich in der 14. Station in der Person des Nikodemus oder des Josef von Arimathäa selbst porträtiert haben, doch spricht das Alter beider Dargestellten gegen diese Theorie, da Weidner bei Erstellung des Kreuzweges erst 45 Jahre alt war.
Bei einer vom Bad Kissinger Bürger Albert Plohnke organisierten Führung im Jahr 2003 fiel auf, dass sich Jesus Christus auf einigen Stationen von Golgatha wegbewegt, also in die falsche Richtung läuft. Kreisheimatpfleger Werner Eberth erklärte dieses Phänomen mit einer Renovierung des Kreuzweges nach dem Zweiten Weltkrieg, in deren Rahmen die Stationen, die ursprünglich auf beiden Seiten des Laufweges verteilt waren, auf eine einzige Seite verlegt wurden.